# Dumas (Texas)
Dumas é uma cidade localizada no estado norte-americano do Texas, no Condado de Moore.

## Demografia
Segundo o censo norte-americano de 2000, a sua população era de 13.747 habitantes.
Em 2006, foi estimada uma população de 14.046, um aumento de 299 (2.2%).

## Geografia
De acordo com o United States Census Bureau tem uma área de
13,3 km², dos quais 13,3 km² cobertos por terra e 0,0 km² cobertos por água.

## Localidades na vizinhança
O diagrama seguinte representa as localidades num raio de 40 km ao redor de Dumas.